# Carmen Judd
Carmen Judd, née le 30 mars 1924 à Saint-Eustache et morte le 22 octobre 2020 à Laval est une comédienne québécoise.

## Famille
En 1945, à l’église du Christ-Roi à Montréal, Jean-Paul Leclerc épouse Carmen Judd, comédienne qu'il a rencontrée au Théâtre expérimental. Le couple a trois enfants: Michèle, André et François, trois petits- enfants: Manon, Benoit et Paule, et deux arrière-petits-enfants: Ariane et Maël.

## Biographie
Carmen Judd est née le 30 mars 1924 à Saint-Eustache. Elle est la fille de Gustave Judd, menuisier et Honorine Gauvreau. Carmen Judd fut comédienne au théâtre, dans des romans radiophoniques (Théâtre expérimental, Jeunesse dorée) et elle a aussi tenu des rôles dans certaines émissions de télévision: Dans Beau temps, mauvais temps, elle incarne le rôle de tante Solange. Elle a eu également des petits rôles dans C’est la Vie ainsi que quelques commerciaux.
C’est vraisemblablement à sa mère, qui fit elle-même du théâtre, et à son grand-oncle, Georges Gauvreau, ancien propriétaire du Théâtre National à Montréal dans la première moitié du 20e siècle qu’elle doit son goût pour l’art dramatique.
Son premier professeur fut Jeanne Depocas, et c’est avec ses élèves qu’elle débuta tout enfant à la scène dans des saynètes de propagande d’hygiène du Docteur Adrien Plouffe sous la direction de Berthe Lavoie aux côtés d’Huguette Oligny.
En 1944, elle fit ses études d’art dramatique chez Sita Riddez. Carmen Judd jouait avec Les jeunes Comédiens, le rôle de Marianne Gassin dans Les Jours Heureux.  L’année suivante, sur la scène de l’Arcade, elle paraissait successivement dans Amitié, L’Affranchie, Mon Bébé et Mademoiselle. De plus, elle prenait part à plusieurs spectacles dans des salles paroissiales, à Montréal et aux environs, et jouait en tournée, avec la troupe de Pierre et Eugène Daignault, Le Secret de Mariette.
A la radio, c’est au Théâtre Expérimental de CKAC que Carmen Judd a débuté en 1941.  Vinrent ensuite Entrée des Artistes, le petit Théâtre des Carabins, Tante Lucie, Histoire d’amour, Leblanc, Détective, Radio-Parents, A l’enseigne des fins gourmets, Jeunesse Dorée : Carmen Judd y incarne le rôle de Béatrice Mansfield, Rue Principale, Juliette Béliveau , La Fiancée du Commando, L’Epervier, Studio G7, les Voix du Pays, le Théâtre de Radio-Canada, Laboratoire 17 : Carmen Judd y tenait le rôle de Florise, Sans tambour ni trompette, L’Ecole des parents, les Feux de la Rampe, le Théâtre-Miniature, Taxi No 18, etc. Vers la même époque et ce pendant quelques années, Carmen Judd remplaça l’été Denise Dubar à l’émission Rendez-vous avec Denise.  Ajoutons que l’annonce commerciale du populaire programme radiophonique Un homme et son péché fut longtemps commentée par Carmen Judd.